# André de Peretti
Pour les articles homonymes, voir Peretti.
André de Peretti, né le 7 mai 1916 à Rabat (Maroc) et mort le 6 septembre 2017 à Paris,, est un pédagogue, homme politique, psychosociologue et écrivain français.

## Biographie
D'origine Corse, André de Peretti della Rocca est ancien élève de l'École polytechnique (X1936) et docteur ès lettres et sciences humaines.
Il entre à la Jeunesse étudiante chrétienne (JEC) au milieu des années 1930 et en devient l'un des principaux animateurs avec Jean Baboulène.
Mobilisé en 1939, il est sous-lieutenant d'artillerie en 1940 puis fait prisonnier dans la poche de Dunkerque de juin 1940 à mai 1945. Durant sa captivité, il écrit La Légende du Chevalier, pièce de théâtre qui sera interprétée en 1941 à l'Oflag XD par ses camarades prisonniers puis en 1943 à la Comédie-Française sur une mise en scène de Julien Bertheau avec Jacques Dacqmine et Pierre Renoir dans les rôles principaux.
À la Libération, il devient ingénieur puis ingénieur en chef des manufactures de l'État. Il enseigne la psychologie en 1947 à l'école d'application des manufactures de l'État et la littérature en classes préparatoires à l'École Sainte-Geneviève jusqu'en 1964.
En 1947, au côté de Louis Massignon et de Jean Scelles, il crée le Comité chrétien d'entente France-Islam. Il est élu membre de l'Assemblée de l'Union française (groupe MRP). Il est l'un des proches conseillers du Président Vincent Auriol sur les questions du Maroc. Il quitte l'Assemblée en 1952 à la suite de désaccords profonds avec Georges Bidault. À cette même époque, il se rapproche d'Emmanuel Mounier et des autres membres de la revue Esprit et rédige en avril 1947 l'article « L'indépendance marocaine et la France ». Il publie en 1952 son Cantique d'amour au Maroc.
Il fonde en juin 1953 avec François Mauriac et Louis Massignon le Comité France-Maghreb et devient l'une des figures de proue de la décolonisation du Maroc via le mouvement des libéraux du Maroc, qu'il anime dès la réaction aux émeutes de décembre 1952 à Casablanca. 
En 1953 avec Jean Milhaud, il intervient avec la CEGOS dans des séminaires de formation des personnels de ministères, il devient vice-président de l’ITAP (Institut des techniques d’administration publique).
C'est à cette même période qu'il découvre l'œuvre et la pensée de Carl Rogers. Il participe avec Max Pagès à la création de la psychosociologie en France ainsi qu’à la création de l’ARIP (Association pour la recherche et l’intervention psychosociologique).
En 1963, il prend la direction des études de l'Institut national d’administration scolaire et universitaire (INAS) puis en 1976 il est nommé  directeur du département de psychosociologie de l'éducation à l'Institut national de recherche pédagogique (INRP).
De 1972 à 1985, il est également expert-consultant et formateur de l'UNESCO et à l'ONU à Genève.
Durant cette période, il publie de nombreuses œuvres pédagogiques et scientifiques dont : Libertés et relations humaines ou l'inspiration non directive, Risques et chances de la vie collective, L'administration phénomène humain, Présence de Carl Rogers, Énergétique personnelle et sociale.
Par ailleurs, plusieurs de ses œuvres littéraires sont représentées notamment : La Jeunesse et la Machine - m.e.s : Jo Tréhard, Colloque au chevet d'une basilique -  m.e.s : Jo Tréhard - musique : Georges Delerue, Célébration de l'Espérance - m.e.s : Jo Tréhard, Lumière sur le monde - musique : Georges Delerue (festival d'Aix-en-Provence).
En 1981, il est choisi par Alain Savary pour présider la commission ministérielle sur la formation des personnels de l'Éducation nationale.
Il contribue de manière décisive à la conception de la formation des cadres et des personnels de l'Éducation nationale, et plus largement à l'évolution de la pédagogie.